# Handschrift 50
Handschrift 50 of Hs. 50 is een verlucht manuscript dat tussen 1440 en 1460 vervaardigd is in het Utrechtse klooster van de Reguliere Kanunniken van St. Augustinus. Het manuscript bestaat uit 322 folia van vellum, bijeengehouden in een gedeeltelijk contemporaine kalfslederen binding. Het bevat Augustinus van Hippo’s preken over de psalmen 101-150. Het manuscript is een van de rijkst gedecoreerde manuscripten die het klooster in deze periode geproduceerd heeft. Tegenwoordig is het werk in het bezit van de Universiteitsbibliotheek Utrecht. Het is te citeren als: Universiteitsbibliotheek Utrecht Hs. 50 (2 A 8).

## Inhoud
Het manuscript bevat het derde deel van Augustinus’ preken over de psalmen, namelijk de preken over de psalmen 101-150. De titel die dit handschrift in de bibliotheek van het Utrechtse regulierenklooster had, was: Expositio super Psalterio. Quinquagena III. Hoewel het gebruikelijk is dit boek de titel Expositio super Psalterio te geven, is onbekend welke titel Augustinus oorspronkelijk aan het werk gegeven heeft.

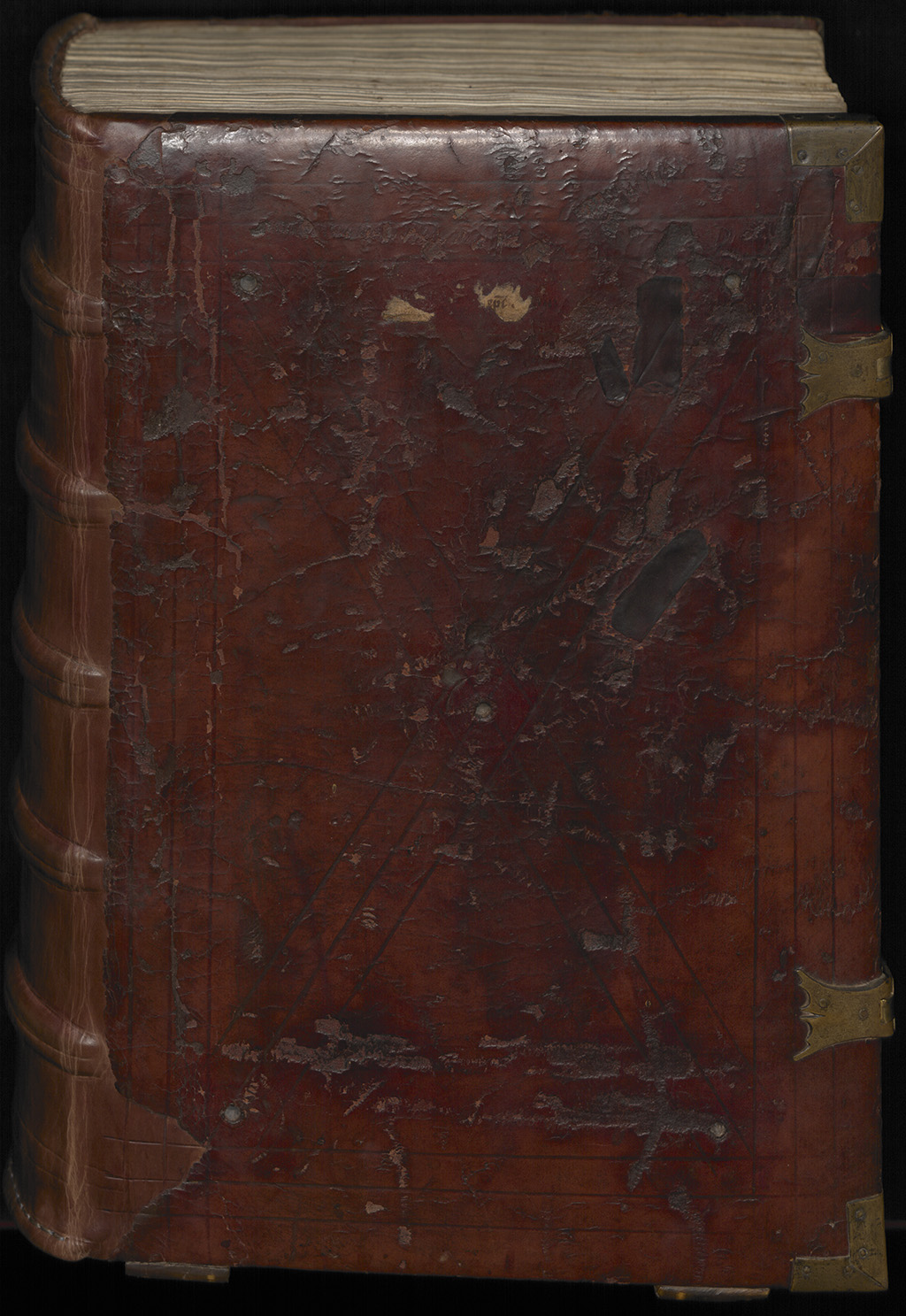

In de volledige Expositio super Psalterio staan preken over alle 150 psalmen. Vaak heeft Augustinus meer dan één preek per psalm opgenomen in het werk. De preken zijn niet specifiek voor de Expositio super Psalterio geschreven, maar zijn in 418 door Augustinus samengevoegd. De vroegste preken in het werk zijn door Augustinus rond 392 gehouden. Hierdoor variëren de manier waarop de psalmen geanalyseerd worden en de omvang en het doel van de preken sterk. De preken hebben echter hun sterk christologische psalminterpretatie gemeenschappelijk.

## Ontstaansgeschiedenis
Hs. 50 is vervaardigd in het Utrechtse regulierenklooster. Hiervoor zijn twee aanwijzingen. Ten eerste schrijft Cornelis Block, een kanunnik van het Utrechtse regulierenklooster, in 1532 in zijn kroniek dat de Expositio super Psalterio. Quinquagena III in het klooster zelf gekopieerd is door een kanunnik genaamd Gherardus Theodrici. Dat het manuscript naderhand in de bibliotheek van het klooster terechtkwam, blijkt uit het feit dat op het eerste en het laatste folio (1r en 320v) in het Latijn het volgende geschreven is: Pertinet ad regulares in Traiecto (´Bezit van de regulieren van Utrecht´). Daarnaast is het manuscript gedecoreerd met kenmerkende Utrechtse pentekeningen (fig. 1 en fig. 3).
Hs. 50 bevat het laatste van de in drie delen verdeelde Expositio super Psalterio. De eerste twee delen zijn in de vijftiende eeuw ook voor eigen gebruik door de kanunniken van het Utrechtse regulierenklooster gekopieerd. De drie delen droegen vergelijkbare titels, namelijk Expositio super Psalterio gevolgd door het woord Quinquagena (vijftigtal) met het cijfer I, II of III om de drie delen van Augustinus’ psalmcommentaar te onderscheiden. De twee andere delen bevatten pentekeningen in dezelfde stijl en zijn geschreven in dezelfde schriftsoort. Volgens de kroniek van Cornelis Blok zijn de drie delen ook door dezelfde kopiist geschreven. De folia van de drie delen zijn echter wel verschillend in grootte. Deel één is 290 bij 208 mm, deel twee 355 bij 255 mm en deel drie 348 bij 240 mm. Ook de decoraties op de contemporaine binding van de manuscripten komen niet overeen. Tegenwoordig zijn deel één en twee net als Hs. 50 onderdeel van de collectie van de Universiteitsbibliotheek Utrecht, en hebben respectievelijk het volgende signatuur: Hs. 48 (1 H 18) en Hs. 49 (2 A 4).

### Context van de productie
In totaal zijn er 150 manuscripten uit de vijftiende en zestiende eeuw uit het Utrechtse regulierenklooster bewaard gebleven. Tussen 1440 en 1500, de periode waarin Hs. 50 ontstaan is, vervaardigde dit klooster 75 tot 80 manuscripten. Dat zo’n groot deel van de overgebleven collectie in deze periode geproduceerd is, kan op twee manieren verklaard worden.
Ten eerste door omstandigheden in Utrecht voor 1440 die verklaren waarom er uit de periode vóór 1440 weinig boeken overgeleverd zijn. Tijdens het Utrechts Schisma in het tweede kwart van de vijftiende eeuw is bijvoorbeeld een deel van de bibliotheek van het regulierenklooster verloren gegaan, doordat de abt van het klooster met een groot deel van de kloosterbibliotheek Utrecht uit vluchtte. Daarnaast was de productiecapaciteit van het klooster na 1439 tijdelijk erg beperkt, doordat door een pestepidemie in dat jaar zestien van de achttien monniken omgekomen waren.
Ten tweede door omstandigheden in Utrecht tussen 1440 en 1500 die verklaren waarom juist toen veel manuscripten geproduceerd konden worden. Door de economische groei en het arriveren van de zeer actieve kopiisten Gherardus Theodrici en Arnoldus Aelberti in het regulierenklooster, kon bijvoorbeeld vanaf de tweede helft van de vijftiende eeuw een begin gemaakt worden aan het herbouwen van de kloosterbibliotheek, die in de eerdere periode verloren was gegaan.

### Functie van het manuscript
Het overschrijven van boeken behoorde tot de verplichte activiteiten van de broeders. Deze boeken waren in het Utrechtse regulierenklooster bedoeld voor intern gebruik. Hs. 50 was waarschijnlijk niet bedoeld voor persoonlijke studie, maar werd gebruikt om tijdens maaltijden uit voor te lezen. Er zijn namelijk geen aantekeningen in de marge die op studie duiden. Daarnaast wordt uit aantekeningen in de marge van Hs. 48, het tweede deel van Augustinus’ commentaar op de psalmen, duidelijk dat uit dat boek in ieder geval bij maaltijden voorgelezen werd. Zo zegt een aantekening in de marge rond het midden van de tweede preek van psalm 36 dat de volgende preek beter overgeslagen kan worden bij het voorlezen in de eetzaal.

## Het Manuscript
Hs. 50 is gebonden in contemporain kalfsleer over hout. De rug van het boek heeft vijf ribben en is ergens na het binden vernieuwd. Het leer van de kaft is versierd met diagonale lijnen binnen een kader die een samen een patroon vormen van een kruis binnen een rechthoek (fig. 2). De hoeken van de kaft zijn verstevigd met koperen hoekstukken. Op de kaft hebben oorspronkelijk 10 metalen knoppen gezeten waarvan er nog twee, aan de achterkant, aanwezig zijn. Van de verdwenen knoppen zijn nog duidelijk de gaten en resten te zien.
Op verschillende plekken in het manuscript zitten er gaten in het perkament. Rondom twee van deze gaten zijn in de vorm van naaigaatjes sporen van eerdere reparaties te zien. Over het algemeen ontbreken echter reparaties, al is bij het grootste gedeelte van de gaten met rode inkt een cirkel om het gat gezet.

### Katernen en afmetingen
Het manuscript bestaat uit 322 perkamenten folia die volgens de Regel van Gregory gebonden zijn. In de folionummering in de bovenhoek van de folia is een fout gemaakt, tussen fol. 37 en fol. 38 is er een ongenummerd folio waardoor de nummering vanaf dat punt een folio achterloopt op de werkelijkheid. Het voorblad (fol.1) is apart ingebonden en is beschreven op de versozijde. De folia zijn gebonden met 8 folia (4 bifolia) per katern, volgens de volgende katernformule:
17 IV(136) + (IV−1)(7) + 7 IV(56) + (IV+1)(9) + 13 IV(56) + (IV+1)(9)
De folia van het manuscript zijn alle ongeveer 346 bij 240 mm. en zijn na het binden aan de onderkant afgesneden, te zien aan de custoden, die vaak door de letters heen zijn afgesneden, zoals te zien op de versozijde van folio 24. Het tekstblok van iedere pagina is 243 bij 66 mm. en bestaat uit twee kolommen van verschillende grootte. De tekstkolom aan de binnenkant van de pagina (dat wil zeggen, bij de rectozijde de linkerkolom en bij de versozijde de rechterkolom) meet 243 bij 72 mm., de andere kolom is iets smaller met 243 bij 66 mm. De regelhoogte is 5,8 mm. Prikgaatjes zijn gemaakt met een type kam en zijn nog zichtbaar. De liniëring is in inkt uitgevoerd.

### Schriftkenmerken
In Hs. 50 wordt door minstens twee handen één schriftsoort gebruikt, namelijk de gotische hybrida. De hoofdtekst en rubrieken van het werk zijn geschreven door één kopiist. Er is discussie over de vraag of deze kopiist geïdentificeerd kan worden. Volgens de catalogus van de Universiteit Utrecht heeft Gherardus Theoderici Hs. 50 gekopieerd. Hij was een bijzonder actieve kopiist in het klooster waarin dit manuscript geproduceerd werd. Als argument voor deze stelling kan de kroniek die Cornelis Block in 1532 schreef aangedragen worden. Cornelis identificeert Gherardus namelijk als de kopiist. Een argument tegen deze stelling is aangedragen door Gisela Gerritsen-Geywitz. Zij vindt op basis van een vergelijking tussen de schrijfwijze in het tweede deel van Augustinus’ prekenboek over de psalmen (Hs. 49) dat door een colofon met zekerheid aan Gherardus toe te schrijven is en Hs. 50 dat deze twee manuscripten onmogelijk door dezelfde persoon gekopieerd kunnen zijn.
Nadat het manuscript gereed was, zijn er door in ieder geval één andere hand dan de hand die de hoofdtekst schreef aanpassingen gedaan. In de laatste rubriek is bijvoorbeeld een zin uitgewist en overgeschreven in zwarte inkt (fig.4). Dit komt op meerdere plekken in het manuscript ook in de lopende tekst voor. Het is onduidelijk of de weinige notities in de marge ook tot de latere toevoegingen behoren. De notitie op het voorblad (fol. 1v) is ook beschreven door een andere hand.

### Rubricering
Rubricering is op verschillende manieren aangebracht in Hs. 50. De behandelde psalmen eindigen met een in rode inkt geschreven aanduiding van de voorgaande psalm. Rubricering is verder terug te vinden ter verduidelijking van het verloop van de tekst door het onderstrepen van zinnen in rode inkt. Als de rubricering plaatsvindt door onderstreping is ook de eerste hoofdletter van die rubriek speciaal, zij is namelijk vergroot uitgevoerd en is afwisselend in rode of in blauwe inkt geschreven. Alle andere hoofdletters worden aangeduid door een gedeelte in rode inkt te schrijven. Voorbeelden van alle drie de vormen van rubricering zijn te vinden op de versozijde van folio 317. (fig. 3)

### Decoratie

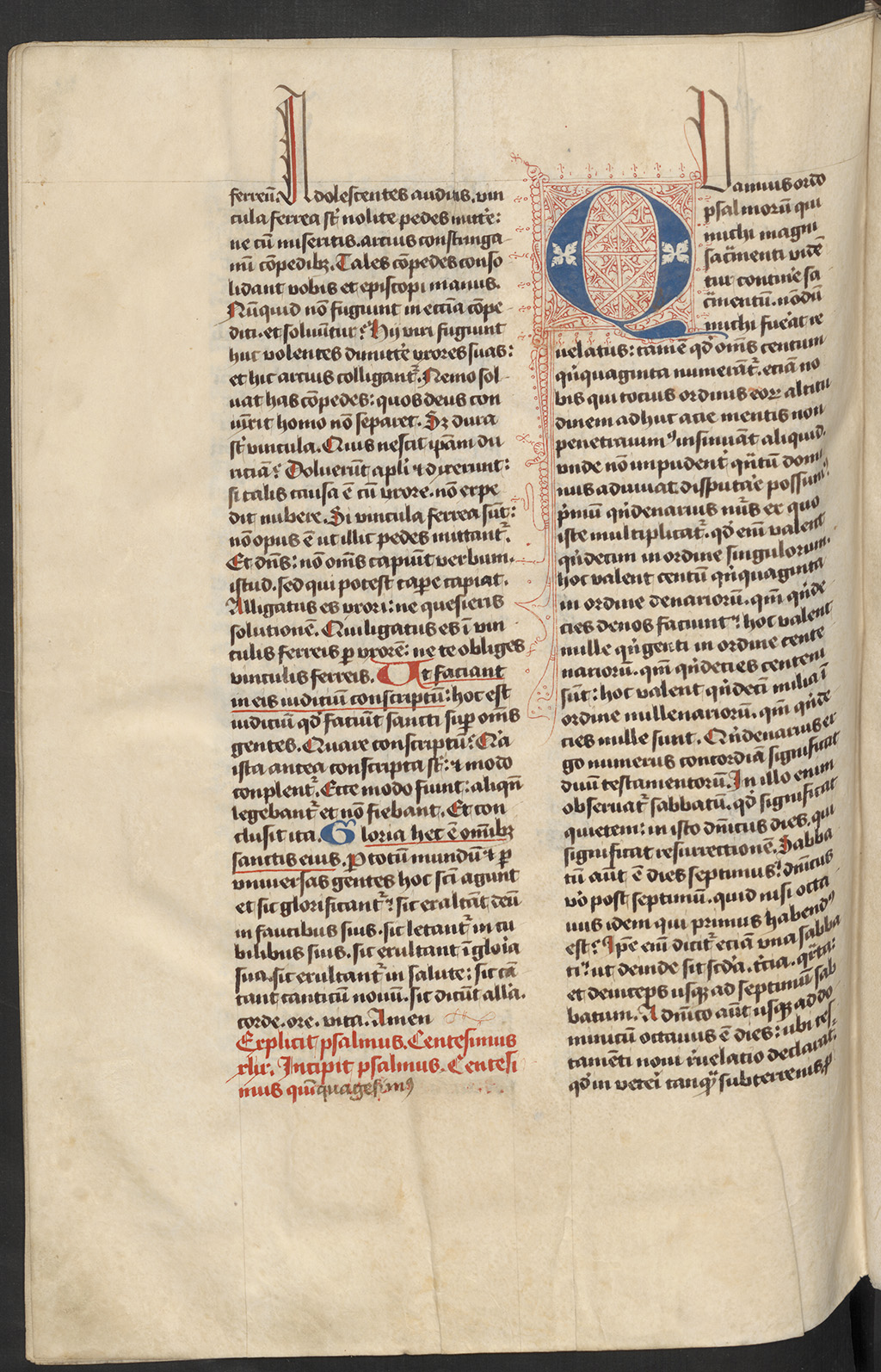
Folio 317v van Handschrift 50 uit de Universiteitsbibliotheek Utrecht

Handschrift 50 is maar beperkt gedecoreerd. Alleen fol. 1r en fol. 144r zijn van versiering voorzien. Folio 1r. is voorzien van een vergrote initiaal van waaruit penwerk uitloopt in vergulde kroontjes. De linkerkolom is versierd met een knopjespatroon in rood, blauw en goud (fig. 1). Verder staan er losse versieringen op die pagina. Fol. 144r is versierd met een vergrote initiaal en een geometrisch figuur in rood en blauw.
Naast deze versieringen zijn ook de initialen aan het begin van iedere nieuwe psalm versierd. Het oog van de initiaal is op verschillende manieren versierd, soms met geometrische figuren, soms met plantenmotieven. De penwerkversieringen aan de initialen zijn uitgevoerd in een typisch Utrechtse stijl, de “Stijl met de knoopjes”.
Tot slot zijn de initialen op de bovenste regel van iedere tekstkolom gedecoreerd doordat ze zijn vergroot, waarbij de letters vooral verticaal worden uitgerekt naar een hoogte die tot wel drie keer de normale regelhoogte kan oplopen en gedetailleerder worden weergegeven (fig. 4). Deze letters worden ook wel kadellen genoemd.